# 桐幡歩
桐幡 歩（きりはた あゆみ）は、日本の漫画家。第52回小学館新人コミック大賞の少年部門で入選（『魔法の卵使い』）しデビューした。

## 作品リスト

### 連載
- ジオと黄金と禁じられた魔法（週刊少年サンデー2009年33号[1] - 2010年9号、クラブサンデー2010年3月9日 - 2010年10月8日）

### 読切
- 魔法の卵使い（週刊少年サンデー超2003年9月25日号） - 第52回小学館新人コミック大賞少年部門入選作品
- 天国の本屋（原作：松久淳＋田中渉、週刊少年サンデー2004年25号）
- 鬼月（週刊少年サンデー超2004年7月25日号、週刊少年サンデー2008年9号）
- 魔神封印（週刊少年サンデー超2005年9月25日号）
- 魔王転生（週刊少年サンデー超2006年11月25日号）